# Убаго, Алекс
А́лекс Уба́го (исп. Álex Ubago, род. 29 января 1981 в Испании в Стране Басков) — испанский певец и музыкант.

## Биография
Родился 29 января 1981 года в Витории. Был единственным ребёнком в семье. Когда Алексу было 4 года, они переехали в Сан-Себастьян.
Свою первую песню написал в 15 лет. Причём написал её чисто потому, что хотелось сочинить что-то своё и творчество доставляло удовольствие. Как певец он самоучка, научился петь, чтобы услышать, как звучат собственные песни.
Никаких планов стать профессиональным музыкантом у Алекса не было, но, написав несколько песен, он показал их своему двоюродному брату-музыканту Давиду, у которого была домашняя студия. Они записали несколько из них и просто хотели подарить записи на день рождения девушке Алекса, но вскоре их услышал музыкальный менеджер Инихио Аргоманис. Аргоманис показал записи своим друзьям, и Алекса попросили записать что-нибудь ещё. Набравшаяся в итоге полноценная демозапись оказалась в руках Альфонсо Переса с лейбла DRO Atlantic, и в октябре 2000 года с Алексом был подписан контракт.
В 2003 году у Алекса вышел первый альбом Que pides tu.
Международная слава же пришла к нему в 2004 году после выхода второго альбома Fantasia o realidad. Альбом очень хорошо продавался в Испании, в странах Латинской Америки, а также в США, добившись золотого и платинового статусов по продажам. В Испании этот альбом достиг 24-го места, в США в чарте Billboard Latin Pop Albums — 7-го и в чарте Billboard Heatseekers Albums — 32-го.
В 2006 году вышел третий альбом Алекса, Aviones de cristal, на котором можно отметить хит Viajar contigo. В Испании третий альбом достиг уже 3-го места, в США в чарты «Билборда» не попал.
Четвёртый альбом, Calle ilusión (2009), в Испании достиг 3-го места, в США в чарты «Билборда» не попал.
В 2010 году Алекс Убаго, Хорхе Вильямисар и кубинская певица Лена основали трио под названием Алекс, Хорхе и Лена. На следующий год они дебютировали с синглом Estar contigo.
Пятый альбом, Mentiras sinceras (2012), в Испании достиг 16-го места, в США в чарте Billboard Latin Pop Albums — 15-го и в чарте Billboard Heatseekers Albums — 19-го.